# Lejeunea pililoba
Lejeunea pililoba là một loài Rêu trong họ Lejeuneaceae. Loài này được Spruce mô tả khoa học đầu tiên năm 1894.